# Eudicella gralli
Eudicella gralli – gatunek chrząszcza z rodziny poświętnikowatych i podrodziny kruszczycowatych.

## Występowanie
Afrykańskie lasy tropikalne.

## Opis gatunku
Larwy mają około 7 cm. Osobniki dorosłe osiągają od 2 do 5 cm długości. Wyraźny dymorfizm płciowy, samiec większy i masywniejszy od samicy, o szerszym i mocniej rozbudowanym przedpleczu, posiada wyraźny róg w kształcie litery „Y”.

## Galeria

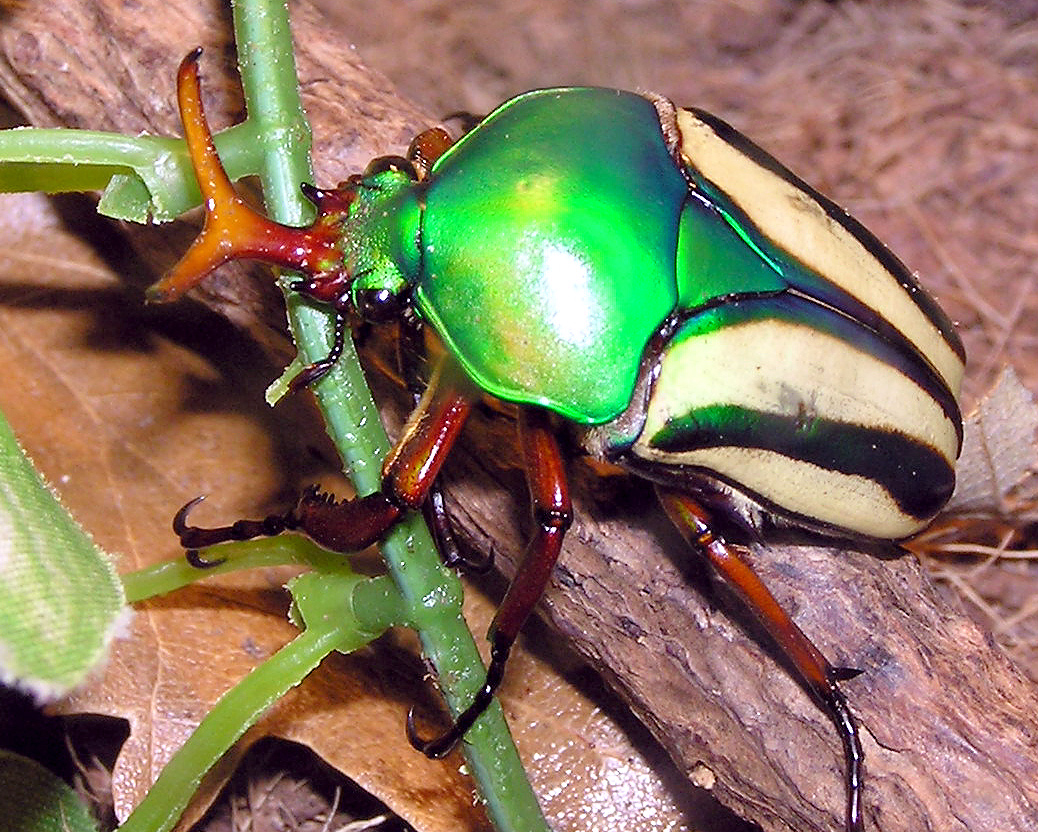
Samiec
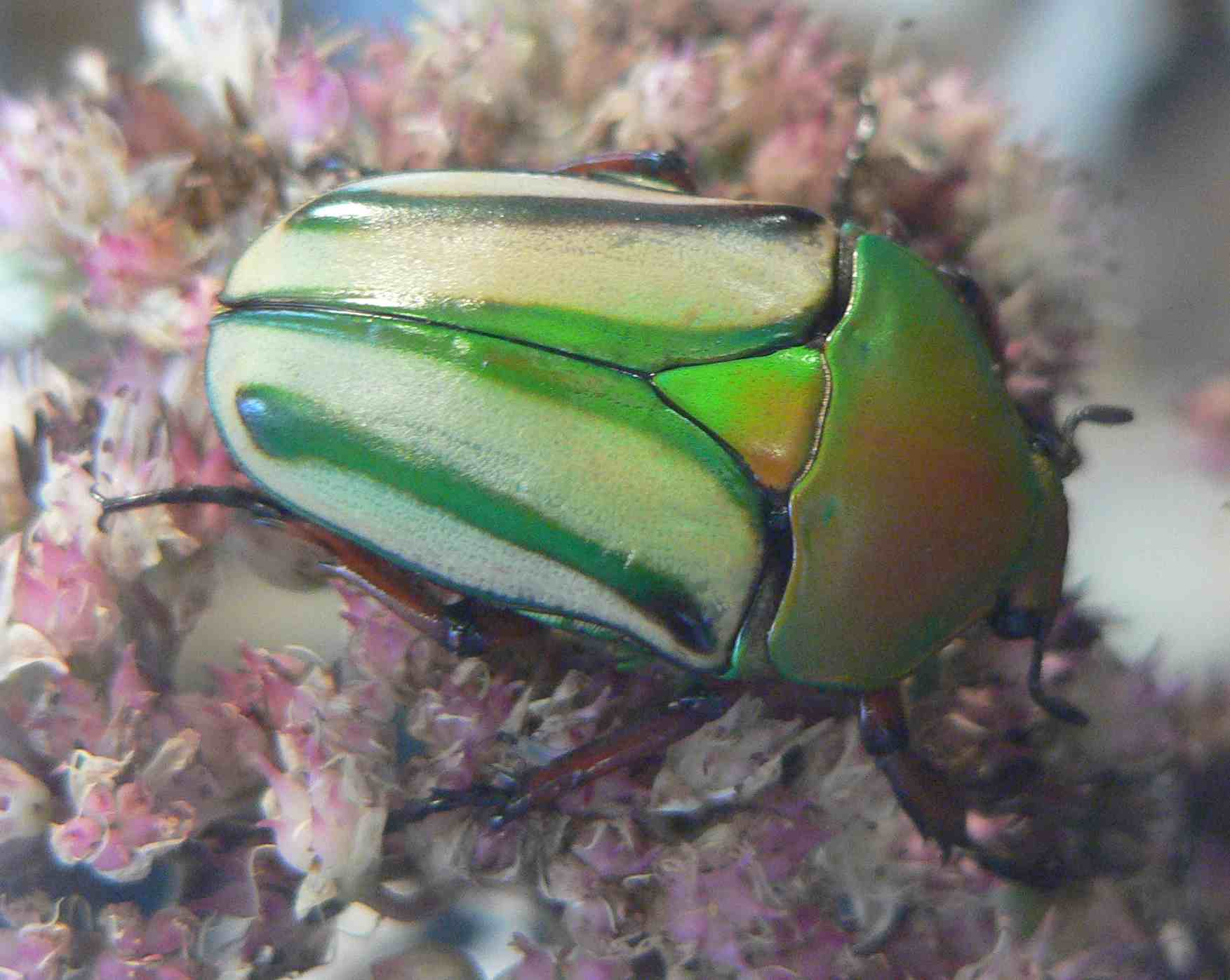
Samica